# Pagórek

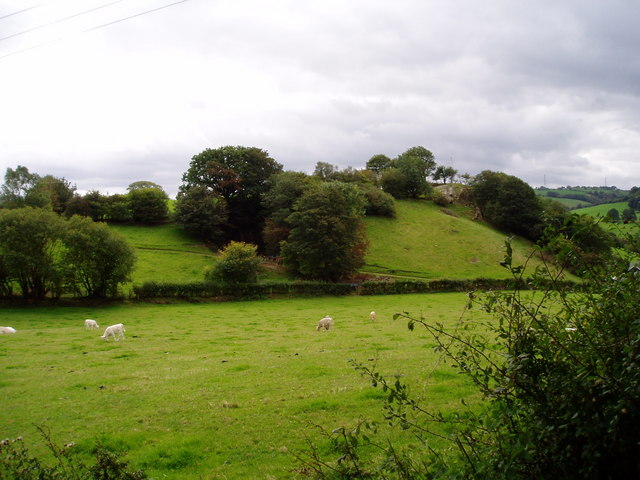
Pagórek w hrabstwie Rhondda Cynon Taf, w Walii

Pagórek – niewielka wyniosłość o wysokości względnej od paru do parudziesięciu metrów, która wyraźnie zarysowuje się w terenie. Pagórki różnią się od otoczenia zdecydowanie silniejszym nachyleniem stoku i każdy z nich wyodrębnia się od pozostałych. Średnica pagórków sięga do kilkuset metrów, a jego wierzchołki są mniej lub bardziej okrągłe.
Podobne wyniosłości, lecz większych rozmiarów (do 100 m wysokości względnej), są nazywane pagórami, a wyniosłości rozleglejsze wzniesieniami lub garbami.
Na szczegółowych mapach każdy pagórek zarysowany jest zamkniętą poziomicą.